# متحف كيكومان لصلصة الصويا
متحف كيكومان لصلصة الصويا (باليابانية: キッコーマンもの知りしょうゆ館، بالروماجي:  Kikkōman Monoshiri Shōyukan) هو متحف تديره شركة تصنيع صلصة الصويا كيكومان داخل مصنعها قرب محطة نوداشي في نودا بمقاطعة تشيبا باليابان.
يعرض المتحف معلومات حول عملية تصنيع وتاريخ صلصة الصويا بالإضافة إلى جولات بالمصنع، كما يمكن التجول في مخزن خارجي. يعرض المعرض المدني المنفصل أدوات صلصة الصويا أيضا.

## وصلات خارجية
- المتحف الافتراضي للشركة